# Petrova gora

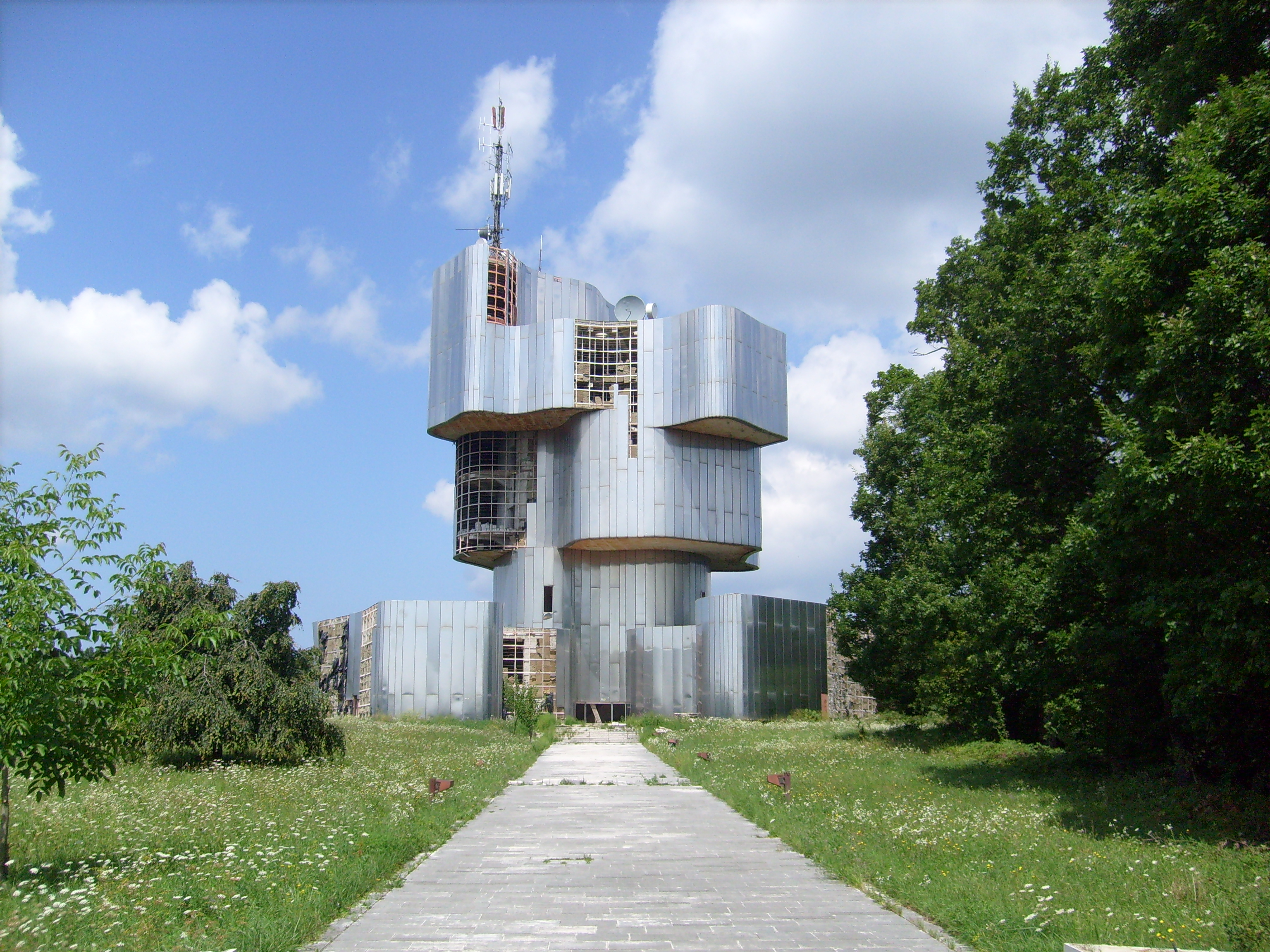
Chátrající partyzánský památník z první poloviny 80. let na Petrově goře

Petrova gora (česky Petrova hora) je vrch o výšce 512 m, nacházející se v Chorvatsku u hranice s Bosnou a Hercegovinou (v blízkosti tzv. Cazinské krajiny). Svůj název má podle Petara Svačiće, který zde v 11. století bojoval proti Uhrům. Původní název kopce je Gvozd (Hvozd).
Petrova gora má tři vrcholy (Mali Petrovac – 507 m, Veliki Petrovac – 512 m, Mali Velebit – 325 m). První z nich je místem, kde se nachází partyzánský památník, druhý je místem pozůstatků paulínského kláštera.[zdroj?]
Během druhé světové války byla dějištěm bojů partyzánů proti ustašovskému režimu v NDH. V podloubí hory se nacházelo ilegální partyzánské zázemí a tištěna zde byla i první čísla Vjesniku. Během existence socialistické Jugoslávie se každoročně na vrcholku hory pořádala vzpomínková shromáždění při příležitosti výročí válečných událostí. V 80. letech byl vybudován moderní památník, připomínající střety komunistů a ustašovců. V roce 1990 se zde partyzánská vzpomínková akce v atmosféře změn, které otřásaly celou zemí, změnila velmi rychle v nacionalistickou manifestaci.
Po válce v Chorvatsku je místo opuštěné a zpustošené, každoročně se na něm i dnes nicméně scházejí zbývající veteráni partyzánského boje.